# Picleu, Bihor
Picleu (maghiară Szóvárhegy) este un sat în comuna Brusturi din județul Bihor, Crișana, România.

## Vezi și
- Biserica de lemn din Picleu

 Acest articol despre o localitate din județul Bihor este deocamdată un ciot. Puteți ajuta Wikipedia prin completarea lui.